# Voxan Black Magic
La Black Magic est un modèle de moto, produite par la firme française Voxan.
La Black Magic est présentée au public pour la première fois au Mondial de Paris en 2003. Elle n'entre en production qu'en juillet 2004. Elle reçoit le coup de crayon du designer Sacha Lakic, qui a déjà œuvré sur le Roadster.